# Ландау, Узи
Узи Ландау (ивр. עוזי לנדאו‎, род. 2 августа 1943, Хайфа, Британская подмандатная Палестина) — израильский политик, депутат кнессета 11-го — 16-го созывов от партии «Ликуд», а также 18-го — 19-го созывов от партии «Наш дом Израиль» («НДИ»).

## Биография
Узи Ландау родился 2 августа 1943 года в Хайфе в семье Хаима и Ольги Ландау.
Отец, Хаим Ландау — в то время видный деятель еврейской национально-освободительной организации Эцель, впоследствии депутат кнессета от партии Херут и Ликуд, министр.
Узи Ландау служил в воздушно-десантных войсках Армии обороны Израиля. Действительную службу закончил в звании майора (рав-сэрен), и продолжил резервистскую службу в боевых частях армейской разведки.
Ландау учился в Массачусетском технологическом институте, где получил степень бакалавра. Затем в Технионе — Израильском технологическом институте получил степень магистра, а докторскую диссертацию защитил, вернувшись в Массачусетский технологический институт. Специальность — системный аналитик.
Преподавал в Технионе, работал генеральным директором министерства транспорта, был членом совета авиационной кампании Эль-Аль и совета директоров Израильских авиалиний.

## Общественная деятельность

### В партии «Ликуд»
- Кнессет 11 13 августа 1984 — 21 ноября 1988
- Кнессет 12 21 ноября 1988 — 13 июля 1992
- Кнессет 13 13 июля 1992 — 17 июня 1996
- Кнессет 14 17 июня 1996 — 7 июня 1999
- Кнессет 15 7 июня 1999 — 17 февраля 2003
- Кнессет 16 17 февраля 2003 — 17 апреля 2006

### Должности в комиссиях
Кнессет 11
- Председатель подкомиссии по вопросам репатриантов из СССР
- Член экономической комиссии
- Член комиссии репатриации и абсорбции
- Член комиссии по вопросам государственного контроля

Кнессет 12
- Председатель подкомиссии по бюджету обороны
- Член экономической комиссии
- Член комиссии по иностранным делам и обороне
- Член законодательной комиссии

Кнессет 13
- Член экономической комиссии
- Член комиссии по вопросам государственного контроля

Кнессет 14
- Председатель комиссии по иностранным делам и обороне
- Член комиссии по науке и технологии
- Член комиссии по иностранным делам и обороне
- Член комиссии по вопросам государственного контроля

Кнессет 15
- Председатель комиссии по вопросам государственного контроля
- Член подкомиссии по контролю Армии обороны Израиля и системы безопасности

Кнессет 16
- Член комиссии по иностранным делам и обороне
- Член комиссии по внутренним делам и защите окружающей среды

### Другие должности
Кнессет 12
- Член израильской делегации на мадридской мирной конференции
- Наблюдатель кнессета в Европейском совете

Кнессет 13
- Наблюдатель кнессета в Европейском совете

### Фракции
- Кнессет 11—13 Ликуд
- Кнессет 14 Ликуд — Гешер — Цомет, Ликуд — Цомет, Ликуд
- Кнессет 15—16 Ликуд
- Кнессет 18—19 Наш дом Израиль

### Деятельность в правительстве
- Кнессет 15 правительство 29

Министр внутренней безопасности
- Кнессет 16 правительство 30

по 28 октября 2004 года Министр в министерстве главы правительства

### Внутрипартийная оппозиция
В 2003 году Узи Ландау стал лидером внутрипартийной оппозиции Ариэлю Шарону, выступавшей против демонтажа еврейских поселений в секторе Газа. Он утверждал:
Программа главы правительства не только не предотвратит террор, а только усилит его.
26 октября 2004 года министр Узи Ландау голосовал в кнессете против плана главы правительства об одностороннем отступлении. По завершении голосования Ариэль Шарон вызвал его и вручил письмо об увольнении.
После осуществления своего плана Ариэль Шарон вышел из партии Ликуд и сформировал из своих сторонников новую партию Кадима.
Узи Ландау остался в Ликуде, и к парламентским выборам 2006 года занял 14 место в его списке, но тогда партия получила лишь 12 мандатов, и он не прошёл в кнессет 17-го созыва. В феврале 2008 года, после ухода из кнессета Дани Наве, у него появилась возможность вернуться к парламентской деятельности, но Узи Ландау отказался.
Узи Ландау считался одним из символов «Ликуда». Он — один из ветеранов этой партии, хранивший верность идеалам борцов за независимость Израиля. Однако, 17 ноября 2008 года Ландау объявил, что переходит в партию «Наш дом Израиль».

### С партией «Наш дом Израиль»
На совместной с председателем НДИ Авигдором Либерманом пресс-конференции, Узи Ландау сообщил, что будет баллотироваться по списку НДИ в кнессет 18-го созыва. Он получил второй номер в списке НДИ вслед за лидером партии. Ландау сказал, что присоединился к НДИ несмотря на то, что по некоторым вопросам не разделяет точку зрения Либермана.
Партия НДИ получила на парламентских выборах 10 февраля 2009 года 15 мандатов. Узи Ландау стал депутатом кнессета, а с 24 февраля 2009 года, когда НДИ вошла в правительственную коалицию с партией Ликуд, Ландау получил должность министра энергетики и водоснабжения.
С марта 2013 по февраль 2015 возглавлял министерство туризма Израиля.
Накануне парламентских выборов (2015) на фоне коррупционного скандала вокруг партии Либермана, к которому министр Ландау не имел никакого отношения, он заявил о своём выходе из этой партии и уходе из политики.

## Личная жизнь
Узи Ландау женат, у него трое детей и шестеро внуков. Живёт в городе Раанана.